# نشانگان آرسکوگ–اسکات
نشانگان آرسکوگ–اسکات (به انگلیسی: Aarskog-Scott syndrome)
بیماری ارثی نادر با مشخصات قامت کوتاه، اختلالات صورت، اسکلتی و ناهنجاریهای دستگاه تناسلی است. این سندرم یکی از علل عقب ماندگی ذهنی است. از جمله ناهنجاریهای این سندرم هیپرتلوریسم، پل بینی عریض، پره‌های پهن و برآمده بینی، شلی مفاصل، جدابودن لبه داخلی پلکها و دست‌ها و پاهای کوچک است.
انتقال ژنتیکی این بیماری وابسته به X مغلوب است لذا اصولاً این بیماری نادر در مردها بیشتر دیده می‌شود.

## تشخیص، پیش آگهی، درمان
تشخیص احتمالی با معاینه بالینی است. تشخیص افتراقی مهم آن کودکان مادران الکلی است. تشخیص قطعی با تستهای ژنتیکی ممکن است.
پیش آگهی بسته به فنوتیپ بیمار متفاوت است و می‌تواند ضعیف تا خوب باشد.
مانند سایر بیماریهای ژنتیکی درمان این بیماری هم دشوار است ولی برخی از عوارض اسکلتی و عضوی با جراحی قابل اصلاح است.